# 人民武警出版社
人民武警出版社，位于北京市，隶属中国人民武装警察部队政治工作部。

## 简介
2001年4月，人民武警出版社经中华人民共和国新闻出版署批准成立，是中国人民武装警察部队唯一的出版社。对外有两块社牌：人民武警出版社、武警音像出版社。该社具备出版综合类图书及音像制品的功能。
人民武警出版社下设：
- 人民武警出版社：主要出版图书[2]。
- 武警音像出版社：主要出版音像制品[2]。
- 中国武警杂志社：编辑出版《中国武警》和《橄榄绿》两本杂志[2]。《中国武警》杂志1996年创刊，由江泽民题写刊名，2010年1月经中国人民解放军总政治部新闻出版局和中华人民共和国新闻出版总署批准备案，《中国武警》杂志于2010年1月由双月刊改为月刊[3]。

2016年深化国防和军队改革前，人民武警出版社由中国人民武装警察部队政治部主管，中国人民武装警察部队政治部宣传部主办。2016年3月底，中央军委印发《关于军队和武警部队全面停止有偿服务活动的通知》。2016年5月7日，军队和武警部队全面停止有偿服务试点任务部署会议举行，7个大单位、17个具体单位被列为试点单位，新闻出版等重点项目被纳入试点范畴。自2015年起，各军队和武警部队出版社的新书及新项目均停止审批。

## 历任社长
| - 高津滔 武警大校（？—？） |